# Mistrzostwa Świata w Biathlonie 2016 – sztafeta mieszana
Sztafeta mieszana na Mistrzostwach świata w biathlonie 2016 odbyła się 3 marca w Oslo. Była to pierwsza konkurencja podczas tych mistrzostw, do której zgłosiło się 25 sztafet, natomiast czworo z nich zostało zdublowanych. Polska sztafeta w składzie: Weronika Nowakowska, Krystyna Guzik, Łukasz Szczurek, Grzegorz Guzik uplasowała się na 20. pozycji.

## Wyniki
| Miejsce | Nr | Zespół                                                                                      | Czas                                      | Strzały (P+S)                            | Strata   |
| ------- | -- | ------------------------------------------------------------------------------------------- | ----------------------------------------- | ---------------------------------------- | -------- |
| 01 !    | 3  | Francja · Anaïs Bescond · Marie Dorin Habert · Quentin Fillon Maillet · Martin Fourcade     | 1:14:01,0 18:10,7 17:34,2 19:04,5 19:11,6 | 0+2 0+6 0+0 0+3 0+0 0+1 0+2 0+1 0+0 0+1  | —        |
| 02 !    | 2  | Niemcy · Franziska Preuß · Franziska Hildebrand · Arnd Peiffer · Simon Schempp              | 1:14:05,3 17:51,8 17:52,9 19:04,9 19:15,7 | 0+5 0+2 0+2 0+0 0+0 0+1 0+1 0+1          | +4,3     |
| 03 !    | 1  | Norwegia · Marte Olsbu · Tiril Eckhoff · Johannes Thingnes Bø · Tarjei Bø                   | 1:14:15,4 17:37,1 18:07,4 19:05,7 19:25,2 | 0+7 0+3 0+1 0+0 0+2 0+2 0+1 0+1 0+3 0+0  | +14,4    |
| 4.      | 10 | Ukraina · Wałentyna Semerenko · Ołena Pidhruszna · Serhij Semenow · Dmytro Pidruczny        | 1:14:30,8 17:51,7 17:53,2 19:04,3 19:41,6 | 0+3 0+6 0+1 0+1 0+2 0+2 0+0 0+1 0+0 0+2  | +29,8    |
| 5.      | 8  | Austria · Dunja Zdouc · Lisa Hauser · Simon Eder · Dominik Landertinger                     | 1:15:08,1 19:02,9 18:10,3 18:54,4 19:00,5 | 0+1 0+2 0+1 0+1 0+0 0+0 0+0 0+1 0+0 0+0  | +1:07,1  |
| 6.      | 9  | Czechy · Veronika Vítková · Gabriela Soukalová · Michal Šlesingr · Michal Krčmář            | 1:15:24,3 18:44,2 17:36,7 19:18,2 19:45,2 | 0+3 0+2 0+0 0+0                          | +1:23,3  |
| 7.      | 4  | Rosja · Jekatierina Szumiłowa · Jekatierina Jurłowa · Jewgienij Garaniczew · Anton Szypulin | 1:15:33,9 19:05,5 18:04,4 18:57,3 19:26,7 | 0+3 1+5 0+0 1+3 0+0 0+1 0+1 0+1 0+2 0+0  | +1:32,9  |
| 8.      | 7  | Włochy · Dorothea Wierer · Karin Oberhofer · Lukas Hofer · Dominik Windisch                 | 1:15:56,4 17:52,0 19:08,7 19:24,2 19:31,5 | 0+9 0+6 0+1 0+0 0+0 0+1 0+0 0+0          | +1:55,4  |
| 9.      | 12 | Białoruś · Nadieżda Skardino · Iryna Kryuko · Uładzimir Czapielin · Alaksandr Darożka       | 1:16:10,1 18:01,2 18:49,5 19:36,1 19:43,3 | 0+0 0+1 0+0 0+0 0+0 0+1 0+0 0+0          | +2:09,1  |
| 10.     | 11 | Stany Zjednoczone · Susan Dunklee · Hannah Dreissigacker · Lowell Bailey · Sean Doherty     | 1:16:20,6 17:35,5 19:00,3 19:46,9 19:57,9 | 0+3 0+2 0+0 0+0 0+2 0+1 0+0 0+0 0+1 0+1  | +2:19,6  |
| 11.     | 5  | Kanada · Julia Ransom · Rosanna Crawford · Nathan Smith · Brendan Green                     | 1:16:31,8 18:38,9 18:33,3 19:12,9 20:06,7 | 0+5 0+6 0+1 0+1 0+1 0+2 0+2 0+1 0+1 0+2  | +2:30,8  |
| 12.     | 6  | Szwecja · Linn Persson · Mona Brorsson · Jesper Nelin · Fredrik Lindström                   | 1:16:54,3 18:36,5 18:01,2 20:36,8 19:39,8 | 0+3 1+3 0+2 0+0 0+0 0+0 0+1 1+3 0+0 0+0  | +2:53,3  |
| 13.     | 17 | Słowenia · Andreja Mali · Teja Gregorin · Klemen Bauer · Jakov Fak                          | 1:17:10,8 18:56,0 19:38,3 19:22,1 19:14,4 | 0+1 1+6 0+0 0+0 0+1 1+3 0+0 0+2 0+0 0+1  | +3:09,8  |
| 14.     | 14 | Szwajcaria · Selina Gasparin · Aita Gasparin · Benjamin Weger · Serafin Wiestner            | 1:17:19,3 18:11,6 18:49,1 20:30,2 19:48,4 | 1+4 0+8 0+0 0+3 0+0 0+1 1+3 0+2 0+1 0+2  | +3:18,3  |
| 15.     | 15 | Kazachstan · Alina Rajkowa · Galina Wiszniewska · Jan Sawicki · Anton Pantow                | 1:17:23,5 19:05,3 18:15,4 19:35,1 20:27,7 | 0+1 0+3 0+1 0+2 0+0 0+0 0+0 0+1          | +3:22,5  |
| 16.     | 25 | Bułgaria · Emilija Jordanowa · Desisława Stojanowa · Krasimir Anew · Władimir Iliew         | 1:17:27,2 19:06,4 19:17,3 19:33,4 19:30,1 | 0+4 0+6 0+1 0+1 0+2 0+2 0+1 0+0 0+3 1+3  | +3:26,2  |
| 17.     | 19 | Słowacja · Paulína Fialková · Jana Gereková · Matej Kazár · Martin Otčenáš                  | 1:17:43,7 18:48,8 18:20,9 19:23,1 21:10,9 | 0+9 1+8 0+3 0+3 0+2 0+2 0+1 0+0 0+3 1+3  | ++3:42,7 |
| 18.     | 16 | Finlandia · Mari Laukkanen · Kaisa Mäkäräinen · Olli Hiidensalo · Tuomas Grönman            | 1:18:47,3 19:07,7 18:24,2 20:40,2 20:35,2 | 0+6 1+6 0+2 0+1 0+3 0+2 0+1 1+3 0+1 0+0  | +4:46,3  |
| 19.     | 13 | Japonia · Fuyuko Tachizaki · Yurie Tanaka · Mikito Tachizaki · Junji Nagai                  | 1:18:56,9 18:11,5 19:11,6 20:36,2 20:57,6 | 0+1 0+3 0+0 0+1 0+1 0+0                  | +4:55,9  |
| 20.     | 20 | Polska · Weronika Nowakowska · Krystyna Guzik · Łukasz Szczurek · Grzegorz Guzik            | 1:19:18,1 19:17,4 17:52,6 21:34,1 20:34,0 | 0+2 1+8 0+0 1+3 0+0 0+0 0+2 0+3 0+0 0+2  | +5:17,1  |
| 21.     | 23 | Estonia · Kadri Lehtla · Meril Beilmann · Rene Zahkna · Kalev Ermits                        | 1:20:09,8 19:06,4 20:37,6 20:06,3 20:19,5 | 0+1 1+4 0+1 0+0 0+0 0+0 0+0 0+1 0+0 1+3  | +6:08,8  |
| 22.     | 18 | Rumunia · Luminița Pișcoran · Florina Ioana Cîrstea · George Buta · Cornel Puchianu         | LAP 20:10,3 20:20,2 20:35,1               | 0+4 2+6 0+0 1+3 0+2 0+0 0+1 0+0 0+1 1+3  | —        |
| 23.     | 24 | Litwa · Diana Rasimovičiūtė-Brice · Natalija Kočergina · Tomas Kaukėnas · Vytautas Strolia  | LAP 19:43,1 20:07,9 20:40,2               | 4+5 3+11 0+0 0+2 0+0 1+3 0+2 1+3 4+3 1+3 | —        |
| 24.     | 21 | Korea Południowa · Mun Ji-hee · Ko Eun-jung · Kim Jong-min · Lee In-bok                     | LAP 19:53,1 19:57,4 22:40,1               | 0+5 1+9 0+1 0+3 0+1 0+1 0+1 1+3 0+2 0+2  | —        |
| 25.     | 22 | Łotwa · Baiba Bendika · Žanna Juškāne · Roberts Slotiņš · Aleksandrs Patrijuks              | LAP 18:56,7 21:58,2 22:39,1               | 1+6 1+5 0+0 0+1 1+3 0+1 0+1 1+3 0+2 0+0  | —        |